# 第二次世界大戰起因
第二次世界大戰起因受到了历史学家的极大关注。1939年9月1日纳粹德国入侵波兰第二共和国，英法对德宣战，第二次世界大战爆发，但许多先前事件也被认为是最终导致二战爆发的原因。
二战爆发的主要原因包括1933年阿道夫·希特勒和纳粹党在德国执政；日本军国主义的发展，导致日本入侵东北和抗日战争爆发；第二次意大利-埃塞俄比亚战争；西方国家同意德国吞并奥地利和分割捷克斯洛伐克的行动，以及《莫洛托夫-里宾特洛甫条约》划分对东欧的领土控制。

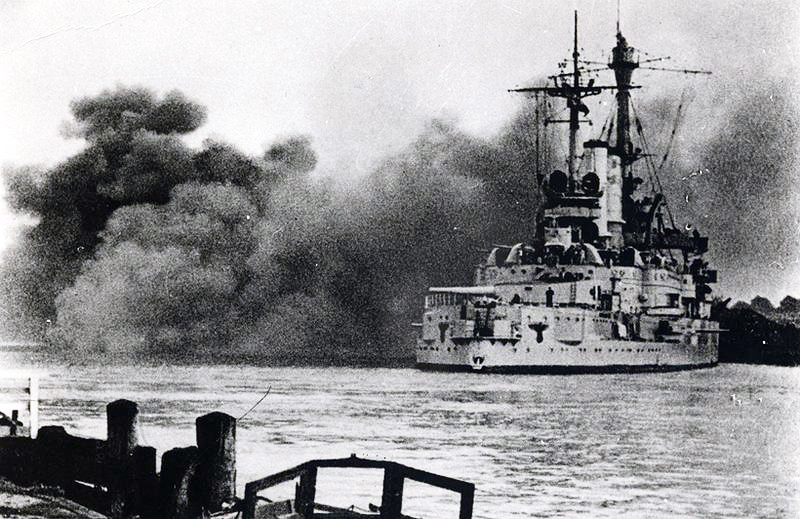
1939年9月1日，在韦斯特普拉特战役期间，德国战列舰石勒苏益格-荷尔斯泰因号在战争开始时攻击韦斯特普拉特

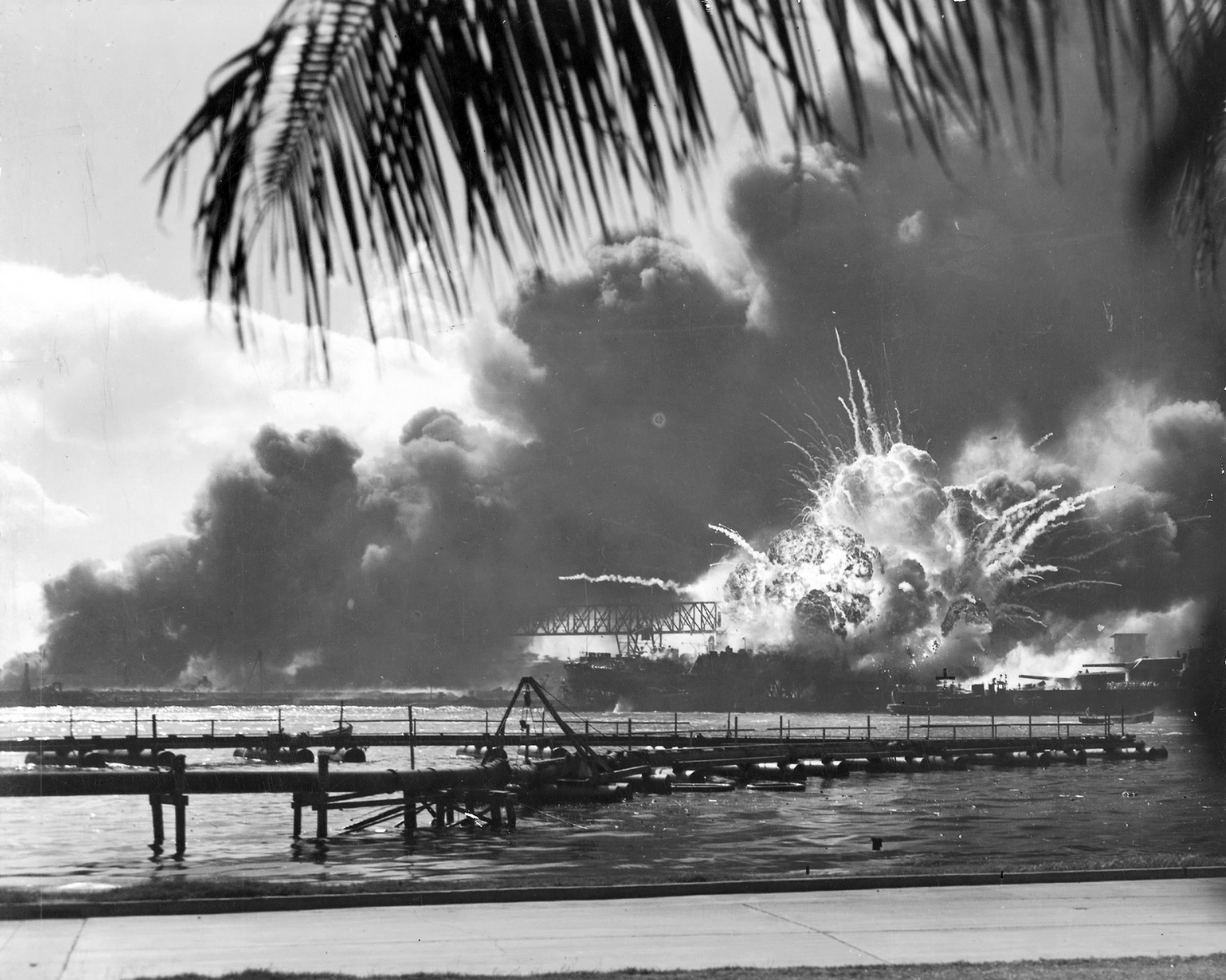
1941年12月7日珍珠港袭击，美国肖号驱逐舰爆炸

魏玛共和国对1919年《凡尔赛条约》的苛刻条件产生了仇恨，该条约对德国做出了严厉惩罚，要求其巨额战争赔偿并对军事进行严格限制，旨在防止其再次成为军事强国。包括莱茵兰非军事化、禁止德国与奥地利统一、失去全部海外殖民地以及战前约12%的土地面积和人口，在德国社会引发了强烈的复仇主义情绪。
20世纪30年代的大萧条时期，许多人对自由主义和民主主义失去了信心。德国政治体系的不稳定也加剧了对《凡尔赛条约》的不满，许多左翼和右翼人士都拒绝魏玛共和国的自由主义。在这种情况下，有着极端政治野心的纳粹党领导人阿道夫·希特勒脱颖而出。纳粹党自1933年起夺取了德国政权，并要求废除《凡尔赛条约》针对德国的规定。纳粹侵略性的内政外交政策反映了他们追求德国统一，为农业定居者获得“生存空间”、反共主义以及雅利安至上主义，反犹太主义等纳粹种族主义意识形态。导致战争的其他因素包括法西斯意大利对埃塞俄比亚的侵略和日本帝国对中国的侵略。
起初这些侵略性的举动只遇到了其他大国软弱无能的绥靖政策。事实证明，国际联盟无力阻止法西斯的侵略，尤其是在中国和埃塞俄比亚的侵略。决定性事件是1938年的《慕尼黑协定》，该协定正式批准德国从捷克斯洛伐克吞并苏台德地区。希特勒承诺这是他提出的最后一次领土要求，然而1939年初，他变得更加咄咄逼人，占领了剩余的捷克斯洛伐克全部领土。欧洲各国终于意识到绥靖政策并不能带来和平，但为时已晚。
英国和法国与苏联结成军事联盟的外交努力失败了，德国反而在1939年8月23日与苏联签订《莫洛托夫-里宾特洛甫条约》，为苏联提供了更好的协议。

## 最终原因

### 第一次世界大战的遗产

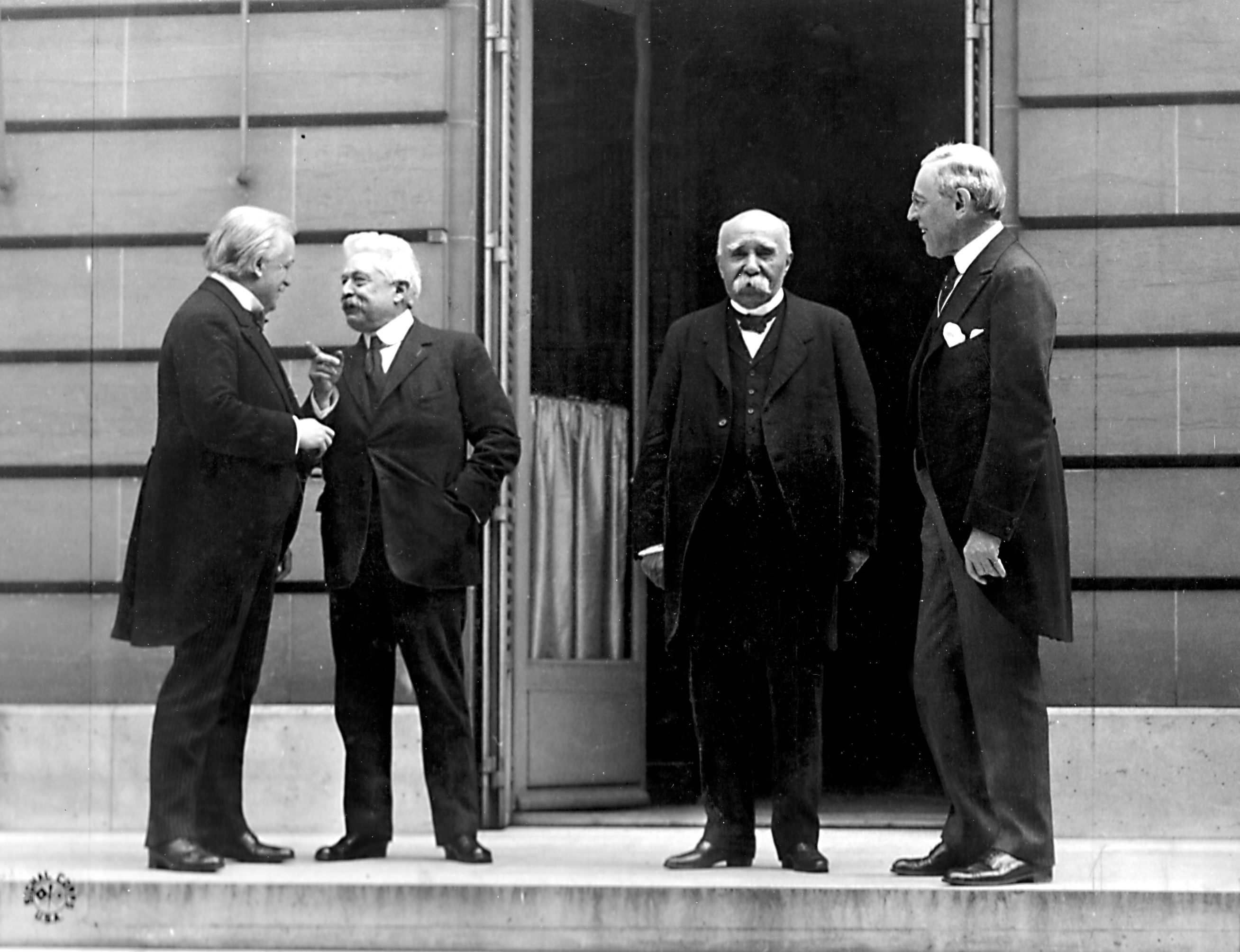
“四巨头”做出了巴黎和会的所有重大决定（从左到右，英国大卫·劳埃德·乔治、意大利维托里奥·埃马努埃莱·奥兰多、法国乔治·克列孟梭、美国伍德罗·威尔逊）

第一次世界大战结束时，社会和地缘政治已经发生根本性且不可逆转的变化。协约国取得了胜利，但许多欧洲国家的经济和基础设施遭到破坏，包括战胜国。法国与其他战胜国一样，在经济、安全等方面都处于劣势，并明白其1918年的地位是“短暂的”。因此，法国总理乔治·克列孟梭努力通过《凡尔赛条约》来增加战后法国的实力，要求包括战争赔款和莱茵兰非军事化，在1919年-1920年的巴黎和会上占据主导地位并设计了该条约。历史学家玛格丽特·麦克米伦分析说，这场战争“一定是某人的错——这是人类非常自然的反应”。德国被指控对发动第一次世界大战负有唯一责任，战争罪责条款是战胜国特别是法国对德国进行报复的第一步。罗伊·H·金斯堡认为，“法国被大大削弱了，由于其软弱和对复兴德国的恐惧，法国试图孤立和惩罚德国……二十年后，在纳粹入侵和占领法国期间，曾经的报复将再次困扰法国。”
法国安全议程的两个主要条款是德国以金钱和煤炭形式提供的战争赔偿以及独立的莱茵兰地区。魏玛共和国印制了过多的货币，造成通货膨胀，以弥补资金的不足，并从美国借钱。法国需要德国的赔偿来稳定国内经济。此外法国还要求德国提供来自鲁尔区的煤炭供应，以补偿战争期间煤矿被毁的损失。法国要求的煤炭数量对于德国来说“不可能”支付。法国还坚持莱茵兰非军事化，希望阻止德国未来发动攻击的任何可能性，并在法国和德国之间建立物理安全屏障。巨额赔款、煤炭赔偿和莱茵兰非军事化在很大程度上被德国视为侮辱。
《凡尔赛条约》正式结束了战争，但它既没有宽大到足以安抚德国，也没有严厉到足以阻止德国再次成为欧洲的主导力量。德国人民在很大程度上认为该条约是将责任或“将战争罪”归咎于德国和奥匈帝国，并惩罚他们的“责任”，而不是制定一项确保长期和平的协议。该条约规定了严厉的金钱赔偿以及非军事化和领土分割的要求，导致种族大规模重新安置，并将数百万德国人分散到邻国。
为了向英国和法国支付战争赔款，魏玛共和国印制了数万亿马克，导致恶性通货膨胀。罗伯特·O·帕克斯顿表示，“战后的德国政府都没有相信自己能够承受这样的负担并生存下来。”向战胜方支付赔款是一种历史悠久的传统惩罚方式，但正是这种“过分”引起了德国人的不满。德国直到2010年10月3日才支付完最后一笔一战赔款，是战争结束92年后。由于德国也拖欠了煤炭付款，作为回应，法国入侵并占领了鲁尔区。那时，大多数德国人已经对法国感到愤怒，并将屈辱归咎于魏玛共和国。纳粹党领导人阿道夫·希特勒于1923年试图发动政变，即后来的“啤酒馆政变”，他打算建立一个大日耳曼帝国。虽然失败了，但希特勒还是被德国民众视为民族英雄。
战争结束后，欧洲以外的德国殖民地被吞并，意大利占领了蒂罗尔州的南半部。俄罗斯帝国在一战中失败，德国军队占领了东欧和中欧的大部分地区，并建立了波兰王国和波罗的海联合王国等各种附庸国。德国海军在战争中大部分时间都在港口度过，一些军舰被移交给协约国，一些被军官凿沉以免被缴获。

第一次世界大战后欧洲领土变化地图（至1922年）

莱茵兰非军事化和军事力量的限制也激怒了德国。尽管法国从逻辑上希望莱茵兰成为中立区并且有能力实现这一愿望，但这只会加剧德国人对法国的不满。此外，凡尔赛条约解散了德军总参谋部，禁止拥有海军舰艇、飞机、化学武器、坦克和重炮。被战胜国（尤其是法国）摆布的耻辱，以及被剥夺军队的耻辱，使德国人怨恨魏玛共和国，并崇拜任何反抗它的人。奥地利也承认该条约的不公正性。
这些条件引起了对战胜国的强烈不满，他们曾向德国承诺，美国总统伍德罗·威尔逊的十四点原则将成为和平指导方针；但美国在战争中只扮演了次要角色，威尔逊无法说服同意采纳他的十四点原则。许多德国人认为德国政府已经同意基于这种理解而停战，而其他人则认为德国十一月革命是由“十一月罪犯”精心策划的，他们后来在魏玛共和国上台执政。日本也开始对《凡尔赛条约》谈判期间所受到的待遇表示不满。日本讨论种族平等问题的提议因其他同盟国的原因而没有被写入最终草案，而日本参战给国家带来的回报也微乎其微。战争对日本的经济和社会影响一直持续到第二次世界大战。

### 国际联盟的失败
国际联盟成立于1919年，是一个以维护和平为主的政府间国际组织，其目标是防止战争。方法包括裁军、集体安全、通过谈判和外交解决争端。国际联盟的外交哲学代表了上个世纪思想的根本转变。“国际协调”一词创造了由强大的军队和秘密协议维持的国家权力平衡。根据新的理念，联盟将充当新的政府组织，其职责是解决各个国家之间的争端。尽管威尔逊极力主张加入国联，但因为美国参议院的反对所以美国没有加入国际联盟。
由于国际联盟没有属于自己的武装部队，因此依赖成员国执行其决议、维护国际联盟的经济制裁或在需要时提供一支军队供国际联盟使用。然而，一些政府往往非常不愿意这样做。 在1920年代国联取得了数次成功和早期的一些失败后，国际联盟最终被证明无力阻止轴心国在1930年代的侵略。缺少独立的武装部队和成员国自身的利益分歧意味着国联的失败是不可避免的。

### 扩张主义和军国主义
扩张主义一般指一个国家通过军事侵略来扩大自己的领土面积或经济实力的学说。军国主义是指保持强大军事能力的原则或政策，积极利用军事能力来扩大国家利益或传播国家价值观。
《凡尔赛条约》和《国际联盟盟约》试图扼杀所有国家的扩张主义和军国主义政策，但它们强加给新的世界地缘政治和时代环境的条件只会助长这些政策的重新出现。20世纪30年代初，军国主义和民族主义意识形态在德国、日本和意大利开始盛行。这种态度推动了军事进步、政治宣传以及领土扩张。发展军事化的国家领导人常常认为有必要证明他们的军队是强大的，这也是引发第二次意大利埃塞俄比亚战争和第二次中日战争等冲突的一个主要因素。

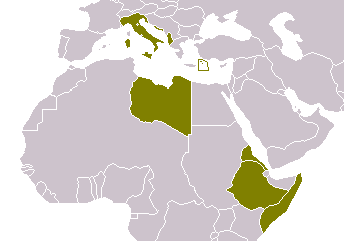
1940年的意大利及其殖民地

贝尼托·墨索里尼试图将意大利建立一个以地中海为基础的新罗马帝国。意大利于1935年入侵埃塞俄比亚，1938年初又入侵了阿尔巴尼亚，后来又入侵了希腊。虽然意大利对埃塞俄比亚的入侵激起了国际联盟的愤怒，但国联发起的经济制裁以及石油禁运行动失败了。“生活空间”是意大利法西斯主义的领土扩张主义概念。它类似于纳粹德国的“生存空间”和美国的“昭昭天命”。法西斯思想家朱塞佩·博泰将这一历史使命比作古罗马人的事迹。
在纳粹党的统治下，德国开始了自己的扩张计划，寻求恢复“合法”边界。作为实现目标的前提，莱茵兰于1936年3月被重新军事化。其支持者希望将德国人民团结在一个民族国家之下，包括德国人居住的所有领土，即使他们碰巧是某一特定领土上的少数民族。《凡尔赛条约》签订后，德国与新成立的奥地利（从奥匈帝国分裂出的国家）之间的统一遭到了同盟国的阻止，虽然绝大多数奥地利人支持统一。
魏玛共和国（1919-1933）时期，心怀不满的武装部队成员发起了卡普政变，这是一场针对魏玛共和国政府的未遂政变。后来，一些比较激进的军国主义者和民族主义者在绝望中加入了纳粹党，较为温和的军国主义者走向衰落。这助长了民族主义情绪，并使德国走上了与邻国发生战争的扩张道路。

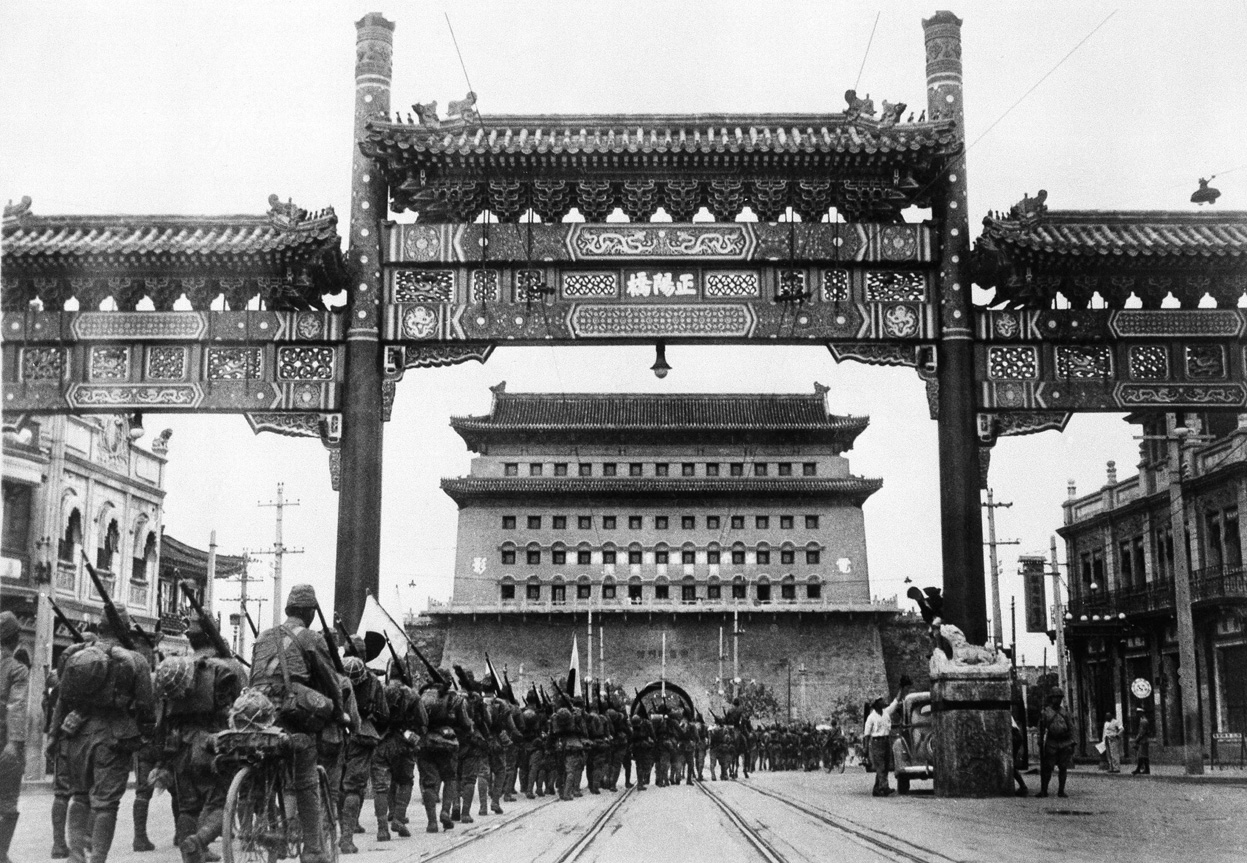
1937年7月，日军占领北京正阳门

在亚洲，日本帝国对中国同样持有扩张野心。两个因素导致了日本军事力量的不断增长和军队的混乱。其中之一是《内阁法》，该法案要求日本帝国陆军(IJA)和日本帝国海军(IJN)提名内阁成员之前可以否决，实际上赋予了军方对国家议会组建任何内阁的否决权。另一个因素是下级军官制度化的不服从行为。激进的下级军官为了实现目标而暗杀上级是很常见的事。1936年的二二六兵变，下级军官企图发动政变并杀害了日本政府的主要成员。20世纪30年代的大萧条摧毁了日本经济，并为日本军队内部的激进分子提供了发展机会。

### 德国人与斯拉夫人
二十世纪的事件标志着德国人和斯拉夫人之间长达一千年的融合过程的顶峰。十九世纪民族主义的兴起使种族成为政治忠诚的核心。民族国家的崛起已经让位于身份政治，包括泛日耳曼主义和泛斯拉夫主义。此外，社会达尔文主义将这种共存描述为“条顿人与斯拉夫人”争夺统治权、土地和有限资源的斗争。将这些想法融入他们自己的世界观中，纳粹党认为德国人，即“雅利安人”，是优等民族，而斯拉夫人则是劣等人种。

### 日本掠夺资源和市场

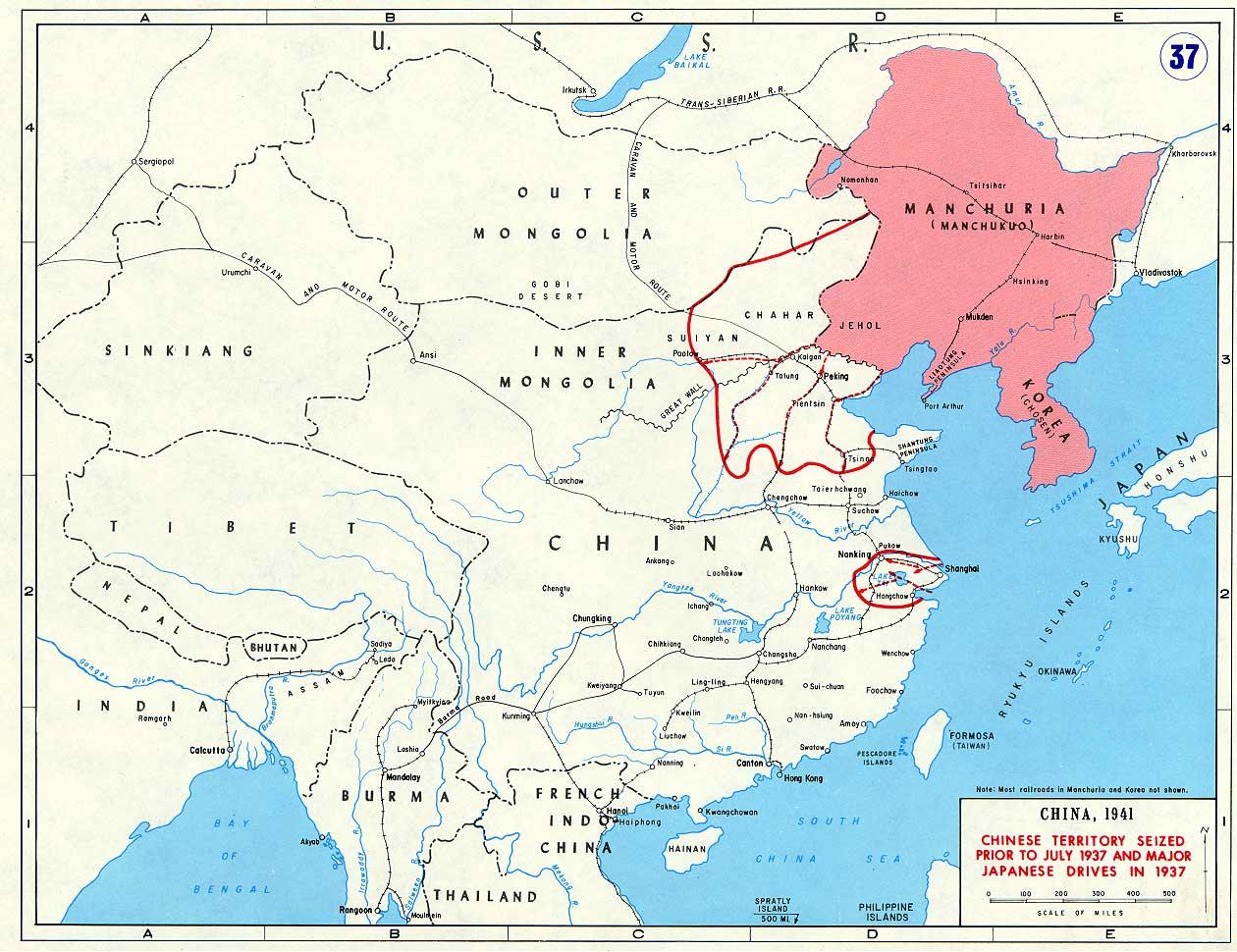
1937年日本占领中国

除了萨哈林岛的一些煤、铁矿和一处小油田，日本非常缺乏战略矿产资源。20世纪初的日俄战争中，日本在争夺朝鲜半岛和满洲的战争中成功击退了俄罗斯帝国在东亚的扩张。
1931年后日本的首要目标是在东亚大部分地区实现经济主导地位，以“亚细亚主义”表达。日本决心代替美国和其他欧洲列强一直主导的中国市场。1939年10月19日，美国驻日本大使约瑟夫·C·格鲁在向美日协会发表的正式讲话中表示：
日本建立的东亚新秩序似乎包括剥夺美国长期以来在中国享有的权利，而美国人民对此表示反对……美国在中国的利益正在受到损害。
1931年，日本入侵中国东北和中国本土，打着大东亚共荣圈，“亚洲人的亚洲！”等口号和幌子，试图消除西方列强对中国的影响，被日本取而代之。
中日之间持续不断的冲突导致日本与美国的冲突加剧，南京大屠杀和日本实力不断增强令美国的公众舆论感到震惊，双方就日本侵略中国进行了长时间的会谈。由于日本入侵法属印度支那南部，总统富兰克林·罗斯福冻结了日本在美国的所有资产，冻结资产的预期后果是美国停止对日本的石油供应，而日本80%的石油进口都是由美国供应的，荷兰和英国也纷纷效仿美国。
由于日本的石油储备在和平时期只能维持一年半，而战时则更短，ABCD包围网给日本带来了两个选择：要么服从美国的要求从中国撤军，要么夺取荷属东印度群岛的油田，最终日本政府认为从中国撤军是不可接受的。

### 梅森-奥弗里辩论：“逃入战争”理论
20世纪80年代末，英国历史学家理查德·奥弗里与蒂莫西·梅森卷入了一场历史争论，争论主要在《过去与现在》杂志展开，内容涉及1939年二战爆发的原因。梅森认为，“逃入战争”是一场结构性经济危机强加给希特勒的，这场危机使希特勒面临着做出艰难的经济决策或侵略的选择。奥弗里反驳了梅森的论点，认为德国在1939年面临着经济问题，但这些问题的严重程度无法解释对波兰的侵略，而战争爆发的原因是纳粹德国领导层做出的选择。
梅森认为，德国工人阶级始终反对纳粹的独裁统治。在1930年代末德国经济过热的情况下，德国工人可以通过跳槽到另一家公司来迫使雇主提高工资，从而实现期望的工资增长，而这种形式的抵抗迫使希特勒在1939年发动战争。因此，战争的爆发是由结构性经济问题引起的，是国内危机造成的“逃战”。梅森认为，这场危机的关键在于经济复苏摇摇欲坠，经济复苏受到重整军备的威胁，该计划压垮了经济，而民族主义限制了选择。梅森通过社会帝国主义的概念阐明了关于战争起源的“国内政治至上”观点。梅森的《Primat der Innenpolitik》论文与通常用来解释战争的《Primat der Außenpolitik》（“外国政治的首要地位”）形成鲜明对比。梅森认为德国的外交政策是由国内政治考虑驱动的，1939年发动战争最好被理解为“社会帝国主义的野蛮变体”。
奥弗里认为，“纳粹德国在某些时候总是倾向于发动一场大规模的扩张战争”。然而，梅森认为，这场战争是由国内政治压力决定的，特别与经济衰退有关，与希特勒的领土要求无关。梅森认为，从1936年到1941年，德国的经济状况，才是德国外交政策的决定因素。
梅森认为，纳粹领导人深受1918年十一月革命的困扰，他们最不愿意看到工人阶级生活水平出现任何下降，担心引发革命重演。梅森表示，到了1939年，重整军备导致的德国经济“过热”，技术工人短缺导致各种重整计划失败，德国社会政策崩溃导致工业动荡，德国人生活水平急剧下降。德国工人阶级迫使希特勒发动战争。
梅森认为，面对严重的社会危机，纳粹领导层决定采取“打砸抢”的残酷外交政策，夺取东欧的领土以维持目前的生活水平。梅森将德国的外交政策描述为德奥合并后机会主义的“下一个受害者”综合症的推动者，每一次成功的外交政策都会助长“杂乱的侵略意图”。梅森认为，尽管冒着与英国和法国发生战争的风险，但还是签署了《莫洛托夫-里宾特洛甫条约》并入侵波兰，这是希特勒放弃了《我的奋斗》所描述的外交政策，也是出于自己的需求而被迫做出的决定：通过夺取外国领土进行掠夺来阻止德国经济的崩溃。
奥弗里认为，梅森论文的问题在于它基于这样的假设：有关德国经济问题的信息以一种未显示记录的方式传递给希特勒，四年计划问题引起的经济压力与夺取邻国原材料、工业和外汇储备作为加速该计划的一种经济动机之间存在差异。奥弗里断言，梅森低估了德国专制政府处理国内不满情绪的能力。有大量证据表明德国认为它可以解决重整军备的经济问题。正如一位公务员在1940年1月所说的那样，“我们过去已经克服了如此多的困难，所以在这里，如果一种或另一种原材料变得极其稀缺，我们总是会找到摆脱困境的方法和手段。”

## 次要原因

### 纳粹独裁

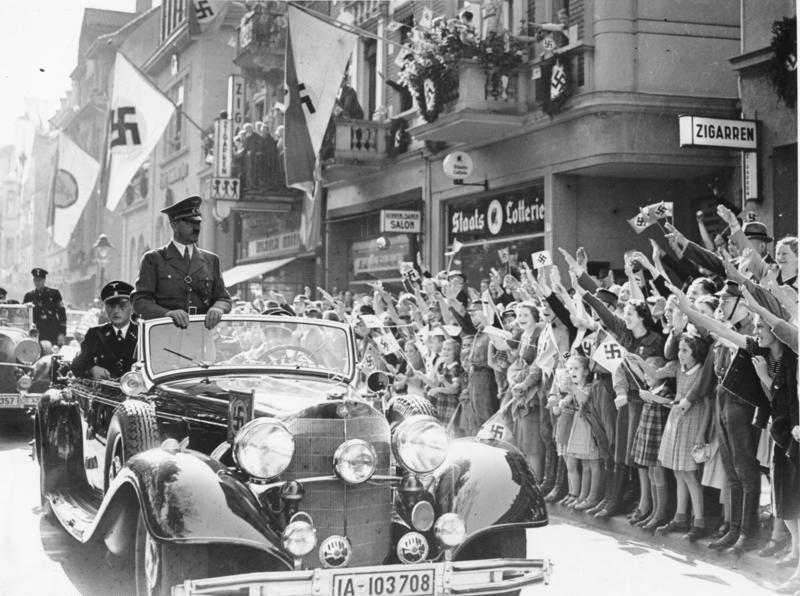
阿道夫·希特勒在德国巴特戈德斯贝格，1938年

希特勒和纳粹党于1933年-1934年完全控制了德国，一个对《凡尔赛条约》和犹太人抱有敌视态度的独裁政权。它通过大量军费开支解决了失业危机。
希特勒的外交策略是先提出看似合理的要求，如果不满足就威胁发动战争。在做出让步后，他接受让步并再次提出新要求。当对手试图安抚他时，他接受利益并继续制定下一个目标。
德国退出国联、撕毁《凡尔赛条约》、通过《英德海军协定》重新武装、夺回萨尔、重新军事化莱茵兰，与意大利结盟（轴心国），在西班牙内战向佛朗哥提供大量军事援助，吞并奥地利，接管捷克斯洛伐克。1938年《慕尼黑协定》签署，1939年8月23日与苏联签订互不侵犯条约，并最终于1939年9月入侵波兰。

### 莱茵兰重新军事化
1936年3月7日，德国违反《凡尔赛条约》、《洛迦诺条约》和斯特雷萨阵线的精神，将军队调往西部从而使莱茵兰重新军事化。法国和英国都没有准备好打一场预防性战争来制止违法行为，因此没有对德国造成任何后果。

### 意大利入侵埃塞俄比亚
斯特雷萨会议之后，也是对《英德海军协议》的反应，贝尼托·墨索里尼试图通过入侵埃塞俄比亚帝国来扩张意大利在非洲的影响。国际联盟宣布意大利为侵略者，并对石油贸易实施制裁，但事实证明此举无效。1936年5月，意大利吞并埃塞俄比亚，并将埃塞俄比亚、厄立特里亚和索马里兰合并为一个殖民地，称为意属东非。1936年6月30日，埃塞俄比亚皇帝海尔·塞拉西在国际联盟发表了激动人心的演讲，谴责意大利的行为并批评国际社会的袖手旁观。他警告说，“今天是我们，明天就是你们”。由于国联对意大利的谴责，墨索里尼宣布退出国联。

### 西班牙内战

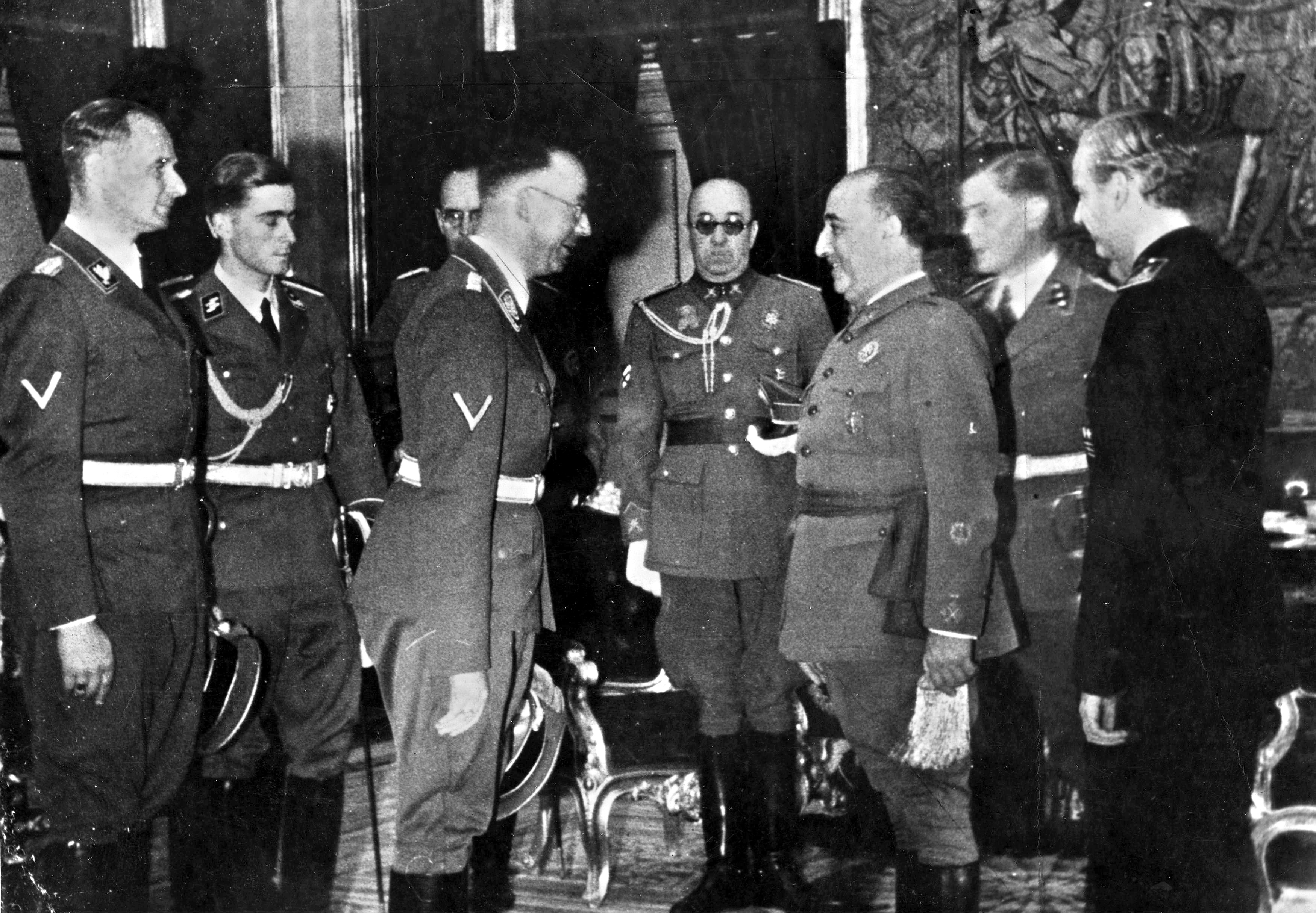
弗朗西斯科·佛朗哥和海因里希·希姆莱在西班牙马德里会面，1940年

1936年至1939年，德国和意大利向弗朗西斯科·佛朗哥将军领导的西班牙民族主义者提供支持，苏联则支持曼努埃尔·阿萨尼亚领导的西班牙共和国。双方都尝试使用新的武器和战术。国际联盟从未参与其中，主要大国保持中立，并试图阻止向西班牙运送武器，但收效甚微。1939年，西班牙国民党最终击败了西班牙共和党。
西班牙虽然加入轴心国，但在第二次世界大战期间保持中立，并与交战双方都保持着生意往来。二战期间，西班牙派遣了一支志愿部队帮助德国对抗苏联。

### 抗日战争
1931年，日本利用中国军阀割据的弱点，捏造“九一八事变”，在满洲建立伪满洲国，立中国末代皇帝溥仪为傀儡政权。1937年，卢沟桥事变导致抗日战争全面爆发。
日本通过轰炸上海、南京、广州等许多城市发起入侵，并在国际上引发了广泛抗议，最终国际联盟远东咨询委员会通过了一项决议要求日本撤军。日军占领了中国首都南京，并在南京犯下了战争罪行。日本在战争中设立了三个不同的傀儡国来争取支持。

### 德奥合并

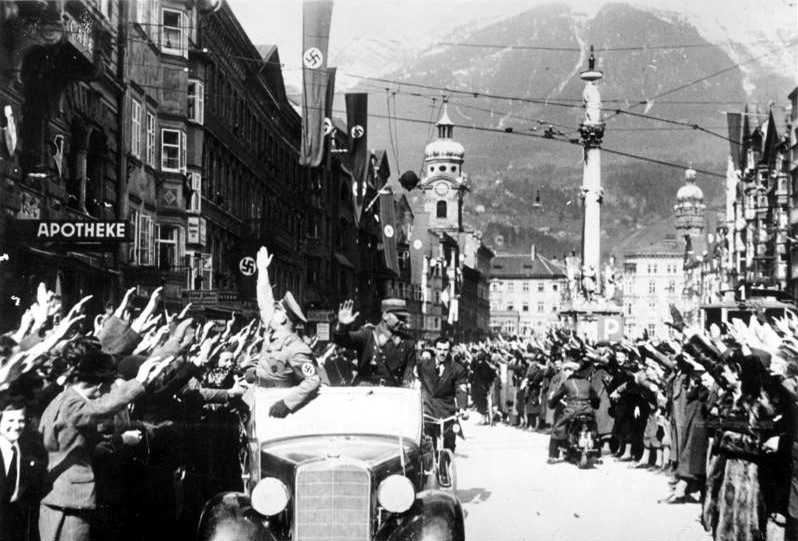
欢呼的人群在因斯布鲁克迎接纳粹

德奥合并是指1938年奥地利并入德国。从历史上看，泛日耳曼主义是创建一个大德国，将所有德意志人纳入一个民族国家的想法，并且在奥地利和德国都很流行。
国家社会主义纲领在其要点之一中包含了这一想法：“我们要求大德意志的所有德国人在人民自决权的基础上统一。”
1935年英国、法国和意大利之间的斯特雷萨阵线保证了奥地利的独立，但在罗马-柏林轴心建立后，意大利对维护其独立不再感兴趣。
奥地利政府尽可能长时间地抵抗，但没有外界支持，最终屈服于希特勒的要求。大多数奥地利人支持吞并，奥地利被完全成为德国的一部分。外部势力没有采取任何行动，意大利没有继续反对德国，而是更加接近。

### 慕尼黑协定

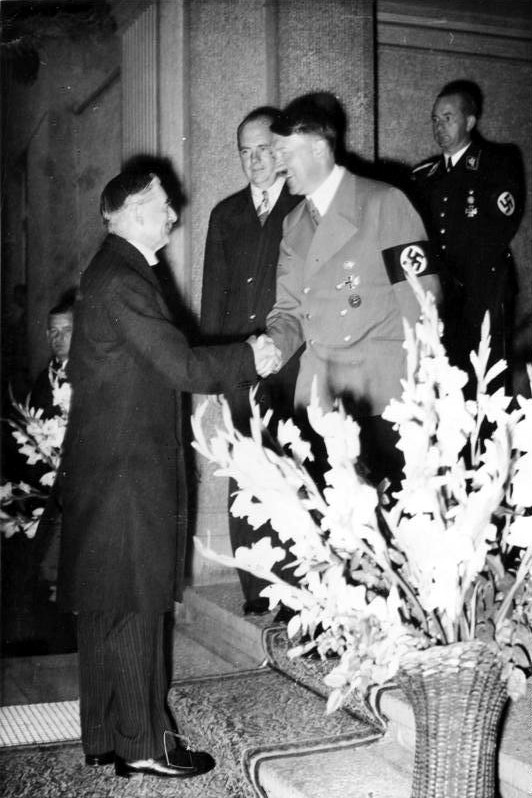
1938年9月24日，英国首相内维尔·张伯伦和希特勒在德国会面，希特勒要求立即吞并捷克斯洛伐克苏台德地区

苏台德地区是捷克斯洛伐克与德国接壤的一个以德国人为主的地区。它有超过三百万德国人，几乎占该国人口的四分之一。在《凡尔赛条约》，该地区违背大多数居民的意愿被划给了捷克斯洛伐克。法国决定无视其自决权，其目的是削弱德国。苏台德大部分地区已实现工业化。
捷克斯洛伐克拥有一支由38个师组成的现代化军队，著名的军工（斯柯达）以及与法国和苏联的军事联盟作为保障。然而，对德国的防御战略则是以苏台德地区的山脉为基础。
希特勒敦促苏台德地区并入德国，并支持该地区的分离主义团体。据称捷克斯洛伐克在布拉格的暴行和迫害激起了民族主义情绪。德奥合并后，除德国社会民主党外的所有德国政党均与苏台德德意志党合并。准军事活动和极端主义在此期间达到顶峰，捷克斯洛伐克政府宣布在苏台德部分地区戒严以维持秩序，但只会使情况变得更加复杂，德国以保护捷克斯洛伐克境内的德国人为由，要求立即吞并苏台德地区。
1938年9月30日的《慕尼黑协定》，英国、法国和意大利首相满足了希特勒，希望这是他最后的要求，以安抚希特勒。协定允许德国“为了和平”将军队调入该地区并将其并入德国。作为交换，希特勒承诺德国不会在欧洲提出进一步的领土要求，捷克斯洛伐克未被允许参加这次会议。法国和英国谈判代表将该协议告知捷克斯洛伐克代表，并且如果捷克斯洛伐克不接受该协议，法国和英国将认为捷克斯洛伐克对战争负责并在战争爆发时保持中立，总统爱德华·贝奈斯选择接受，德国毫无异议地占领了苏台德地区。
70多年来，张伯伦的绥靖政策一直是学者、政治家和外交官激烈争论的话题。历史学家的评估范围广泛，从谴责允许希特勒德国变得过于强大，到判断德国如此强大，很可能赢得战争，因此推迟摊牌符合该国的最佳利益。

#### 德国占领捷克斯洛伐克

1938年10月（“慕尼黑协定”）和1939年3月被邻国从捷克斯洛伐克夺取的所有领土

1939年3月，德国违反《慕尼黑协定》入侵捷克斯洛伐克，斯洛伐克第一共和国宣布独立，德国占领捷克斯洛伐克西部并建立了波希米亚和摩拉维亚保护国。捷克斯洛伐克的灭亡结束了法国和英国的绥靖政策。

### 意大利入侵阿尔巴尼亚
德国占领捷克斯洛伐克后，墨索里尼担心意大利成为轴心国二流成员。1939年3月25日，意大利向阿尔巴尼亚发出最后通牒，要求加入意大利对阿尔巴尼亚的占领。索古一世拒绝接受以金钱换取意大利对阿尔巴尼亚的全面接管和殖民化。
1939年4月7日，意大利入侵阿尔巴尼亚，经过三天的战斗，阿尔巴尼亚军队的抵抗微乎其微，最终被意大利占领。

### 日苏边境战争
1939年，日本在1938年哈桑湖战役后从满洲向西进攻蒙古人民共和国。他们被格奥尔基·朱可夫将军指挥的苏联军队彻底击败。此战结束后，苏联和日本一直保持和平状态，直到1945年。日本选择向南扩张，因菲律宾和荷属东印度群岛航道控制权而与美国发生冲突。苏联把部署重点放在西部边境，但留下100万至150万军队守卫日苏边境。

### 但泽危机

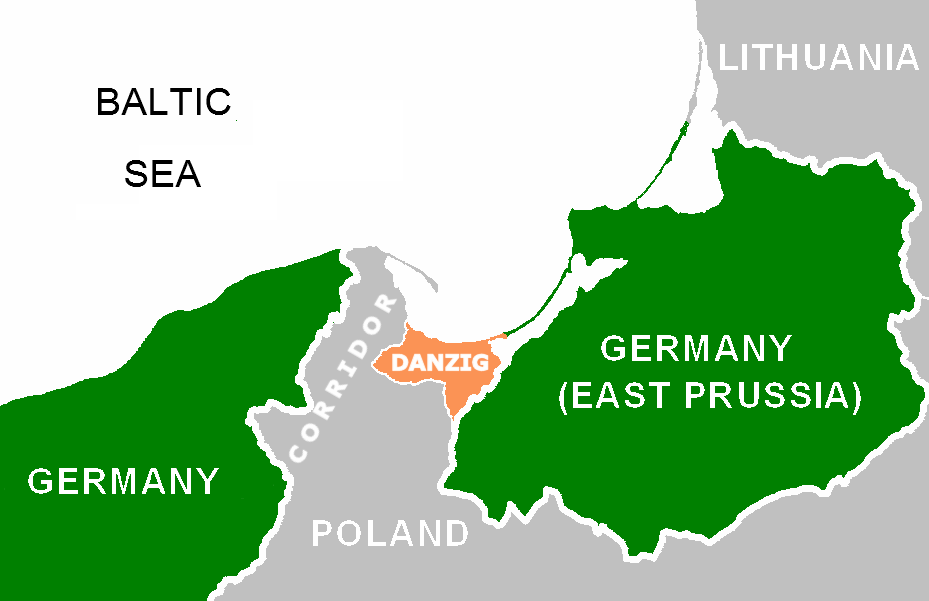
波兰走廊和但泽自由市

捷克斯洛伐克的结局证明德国不可信任后，英国和法国决定改变战略。他们决定德国任何进一步的单方面扩张都将通过武力来应对。德国扩张的下一个目标便是波兰，《凡尔赛条约》将波兰通往波罗的海的通道从西普鲁士划出，该条约使东普鲁士成为飞地。该地区的主要港口但泽已成为受国际联盟保障的自由城邦，这对德国民族主义者来说是一个提醒：法国皇帝拿破仑一世在1807年战胜普鲁士，取得压倒性胜利后建立的拿破仑自由城。
纳粹党上台后，努力与波兰建立友好关系，并于1934年签署了为期十年的《德波互不侵犯条约》。1938年，波兰参与了对捷克斯洛伐克的肢解，吞并特兰奥尔扎。1939年，希特勒声称对柏林-柯尼斯堡帝国高速公路具有治外法权，并改变但泽地位，以换取波兰对邻国的领土要求并将互不侵犯条约延长25年。波兰拒绝了，因为担心失去事实上的出海口、沦为德国卫星国或附庸国以及德国未来的进一步要求。1939年8月，希特勒就但泽向波兰发出最后通牒。

#### 波兰-法国联盟
16世纪法国与哈布斯堡王朝的竞争期间，法国试图在奥地利东部寻找盟友，希望与波兰结盟。波兰国王扬三世·索别斯基也有意与法国结盟对抗奥地利的威胁，但穆斯林领导的奥斯曼帝国构成的更大威胁使他在维也纳之战中为基督教事业而战。18世纪，波兰被俄罗斯、普鲁士和奥地利瓜分，但拿破仑在华沙公国重建了波兰国家。随着19世纪统一的德意志帝国的崛起，法国和波兰找到了新的共同敌人。
波兰-法国联盟是波兰和法国之间的军事联盟，活跃于1920年代初至第二次世界大战爆发。最初协议于1921年2月签署，1923年正式生效。在两次世界大战期间（战间期），与波兰的联盟是法国外交政策的基石之一。

#### 战间期
苏波战争期间，法国是最积极支援波兰的国家之一，法国派出军事代表团前往波兰。二月初，波兰元首约瑟夫·毕苏斯基和法国总统亚历山大·米勒兰在巴黎讨论了有关于政治、军事和经济的三项协议。
1921年2月19日，《里加和约》结束波苏战争，波兰外交部长尤斯塔奇·萨皮哈伯爵和法国外交部长阿里斯蒂德·白里安签署了该政治联盟。该协议假定采取共同的外交政策，促进双边经济接触，有关中欧和东欧的新协定进行磋商，签署国成为“无端”攻击的受害者时提供援助，因此，这是一个防御性联盟。两天后，即1921年2月21日，正式签署了这项秘密军事协议，并澄清该协议旨在应对来自德国和苏联的可能威胁。对波兰的攻击将使法国保持交通畅通，并限制德国，但协议不需要法国派遣军队或宣战。直到1923年8月2日经济协定批准后，政治和军事协定才正式生效。
作为《洛迦诺条约》的一部分，1925年10月16日在洛迦诺签署的《法国与波兰认股权证协议》进一步扩大了联盟关系。新条约将之前签署的所有波兰-法国协议纳入国际联盟共同条约体系。
该联盟与法国-捷克斯洛伐克关系密切。法国，波兰和捷克斯洛伐克的联盟旨在阻止德国使用武力来修改战后解决方案，并确保德国将面邻国的强大联合力量。尽管捷克斯洛伐克拥有重要的经济和工业，波兰拥有强大的军队，但法国-波兰-捷克斯洛伐克从未充分发挥其潜力。爱德华·贝奈斯领导下的捷克斯洛伐克外交政策避免与波兰签署正式联盟，这将迫使捷克斯洛伐克在波兰与德国的领土争端中选边站。捷克斯洛伐克的影响力因其盟友对其军队可信度的怀疑而被削弱，而波兰的影响力因约瑟夫·毕苏斯基的支持者和反对者之间的斗争而受到削弱。法国不愿投资盟国的工业（尤其是波兰的工业）、通过购买其农产品来改善贸易关系以及分享军事专业知识，这进一步削弱了联盟。
20世纪30年代，联盟基本上不再活跃，其唯一作用是保留法国驻波兰军事代表团，该代表团自1919-1920年波苏战争以来一直与波兰总参谋部合作。然而，随着德国的威胁变得越来越明显，两国开始寻求一项新的条约，以保证所有缔约国的独立性以及与德国发生战争时的军事合作。

#### 1939年
新的联盟于1939年开始组建。1939年5月19日在巴黎签署了《卡斯普日茨基-加梅林公约》。它以波兰战争部长塔德乌什·卡斯普日茨基将军和法国陆军司令莫里斯·甘末林的名字命名。军事公约是军队对军队，而不是国家对国家，并且不具有法律效力，因为它取决于政治公约的签署和批准。它要求双方军队在与德国发生战争时互相提供帮助。五月，加莫林承诺在德军进攻后三周内发动“大胆的救援攻势”。
1939年9月4日，即德国进攻波兰的第四天，法国才正式批准了该条约。然而，法国在德国入侵期间仅以萨尔攻势向波兰提供了象征性的帮助，这被认为是西方盟国的背叛的一个例子。
皮奥特·齐霍维奇 引用了法国驻波兰大使莱昂·诺埃尔在1938年10月所写的回忆录：“最重要的是，我们要从我们的义务中删除一切会剥夺法国政府在波兰撤军之日做出决定的自由的东西”。外交部长乔治·博内特向诺埃尔保证，他写道：“我们与波兰的协议充满了漏洞，需要让我们的国家远离战争”。
1939年3月，英法保证波兰独立。1939年夏，希特勒对但泽和波兰走廊的主权声索引发了另一场国际危机。8月25日，英国签署《英波共同防御条约》。

### 苏德互不侵犯条约

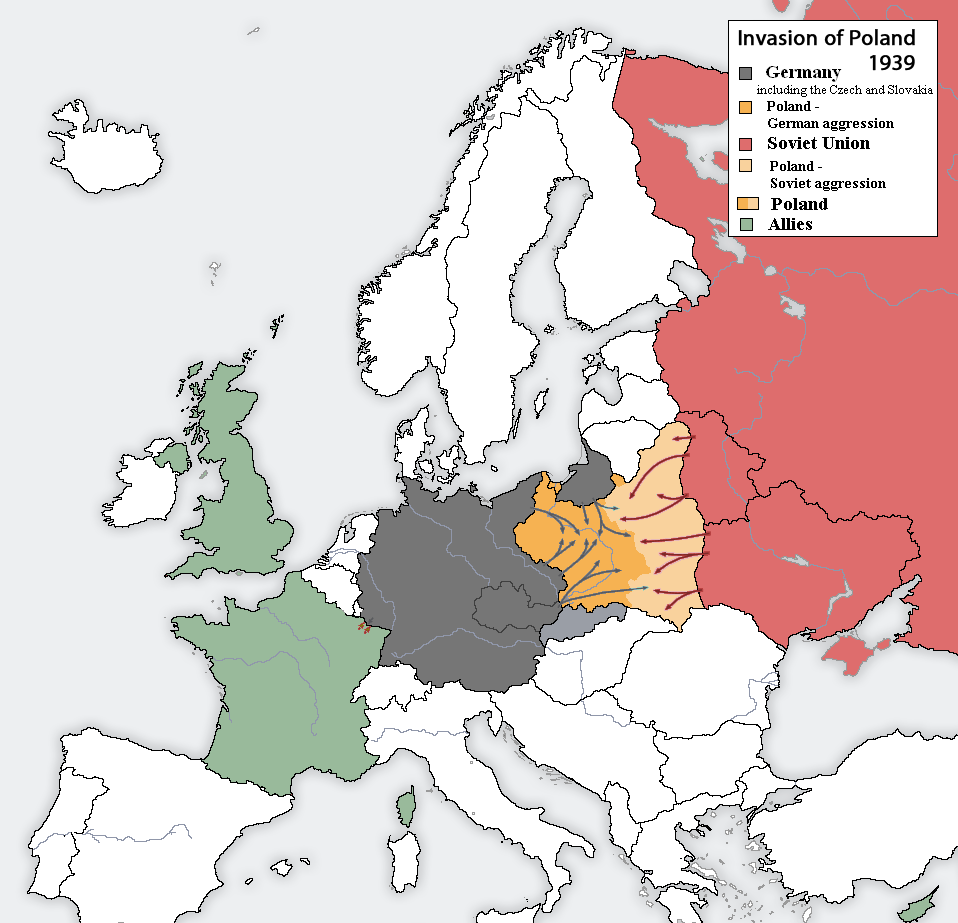
德国于1939年9月1日入侵波兰，导致英法于9月3日对德国宣战。9月17日，苏联入侵波兰。

《莫洛托夫-里宾特洛甫条约》名义上是德国和苏联之间的互不侵犯条约，由苏联外交部长维亚切斯拉夫·莫洛托夫和德国外交部长约阿希姆·冯·里宾特洛甫于1939年8月23日在莫斯科签署。
1939年，德国和苏联都没有做好开战的准备。  1920年，苏联在苏波战争中失去了领土。虽然该条约正式称为“互不侵犯条约”，但其中包括一项秘密议定书，将芬兰、爱沙尼亚、拉脱维亚、立陶宛、波兰和罗马尼亚等独立国家划分为德国和苏联各自的势力范围。秘密协议书明确假定这些地区将进行“领土和政治重新安排”。
这些国家在历史上都曾被苏联、德国入侵、占领或被迫割让部分领土。芬兰和罗马尼亚虽然保持独立，但也被迫割让部分领土。苏芬战争对纳粹德国评估苏联军事能力产生了很大影响。

## 宣战

### 入侵波兰

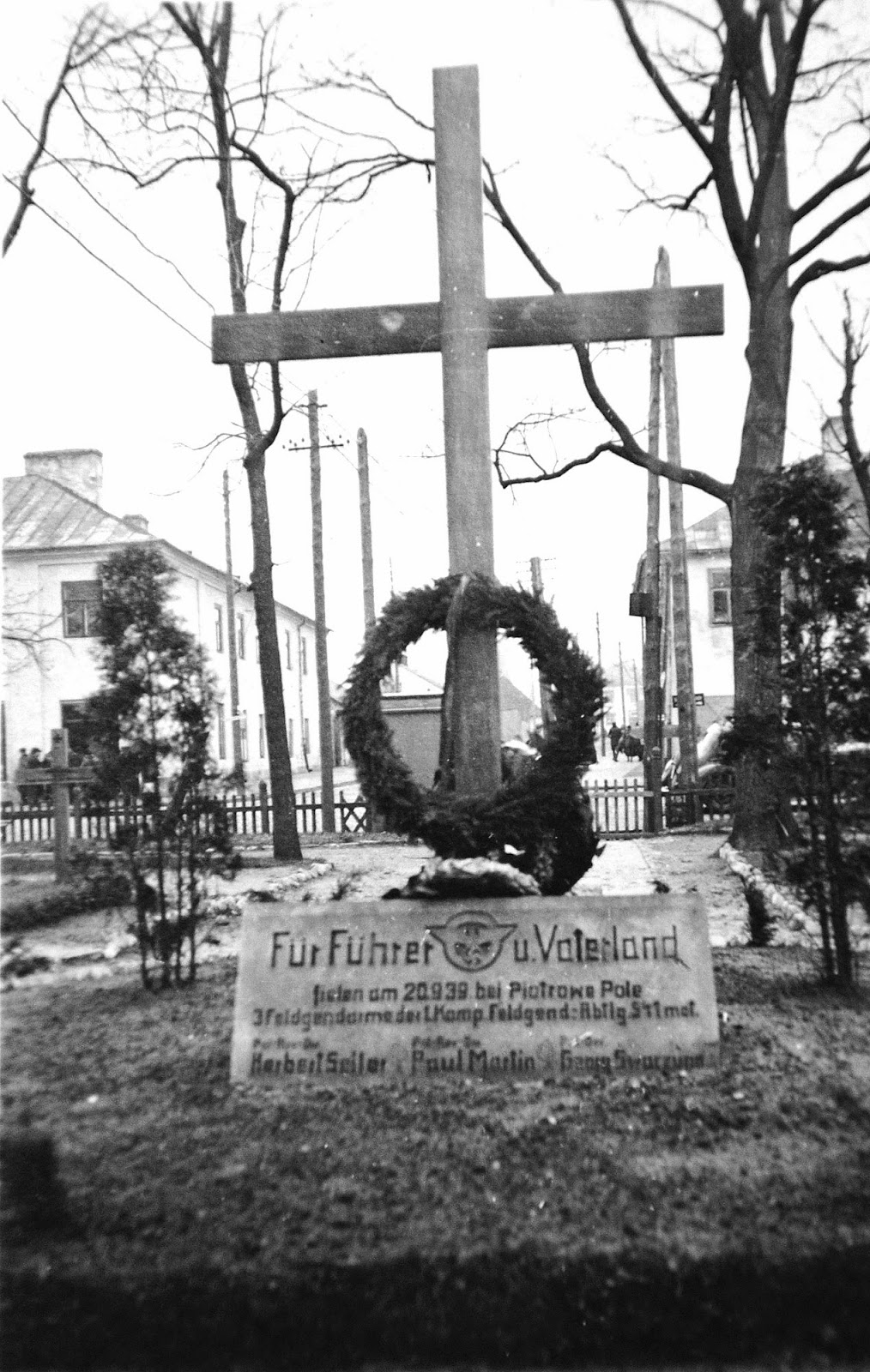
入侵波兰期间的德国士兵坟墓，铭文“为了元首和祖国”

1919年至1939年，波兰在苏德之间奉行平衡外交政策，并分别与两国签订了互不侵犯条约。1939年初，德国要求波兰作为卫星国加入《反共产国际协定》，波兰担心失去独立而拒绝。1939年5月23日，希特勒将军们承认，他入侵波兰的原因不是但泽：“但泽不是关键问题。这是一个扩大我们在东方生存空间的问题……”。为了威慑希特勒，英国和法国宣布入侵就意味着战争，并试图说服苏联加入这一威慑行列。然而，1939年8月，苏联通过《莫洛托夫-里宾特洛甫条约》与德国结盟，控制了波罗的海国家和波兰部分地区。英国的威慑尝试失败了，但希特勒并没有预料到会发生更广泛的战争。德国于1939年9月1日入侵波兰，拒绝了英国和法国的撤军要求，导致英法两国根据与波兰签署的防御条约于1939年9月3日宣战。然而，除了萨尔攻势的小规模行动外，法国和英国都没有向波兰提供大量军事援助。而截至1939年9月1日，波兰仅进行了部分动员，这主要是由于英国和法国大使向波兰政府施压，担心重演1914年的战争动员情景。
1939年9月17日，苏联红军从东部入侵波兰，波兰指挥部决定放弃对所谓罗马尼亚桥头堡的防守，将全部兵力撤往邻国。1939年10月6日，最后一支波兰军队在科克附近投降，但有些部队直接投入游击战。直到1940年春，波兰中部圣十字山脉地区非正规部队的抵抗仍在持续，但这些部队的斗争导致了对其活动地区平民的巨大镇压。

### 入侵苏联
德国于1941年6月22日入侵苏联。希特勒相信，利用苏联准备不足的状态，可以通过快速无情的进攻击败苏联，他希望这方面的成功将使英国回到谈判桌，并将彻底结束战争。

### 对珍珠港、菲律宾、英属马来亚、新加坡和香港的袭击
美国政府和民众主要支持中国，谴责欧洲殖民主义和日本侵略中国，推行所谓门户开放政策。许多美国人将日本人视为具有侵略性或劣等种族。蒋介石的国民政府与美国保持友好关系，美国反对日本1937年入侵中国，并认为这违反了国际法和中华民国的主权。在抗日战争期间，美国向国民党政府提供了外交、经济和军事援助。美国和日本之间的外交摩擦体现在1937年的帕奈号事件和1938年的约翰·摩尔·阿利森等事件中。

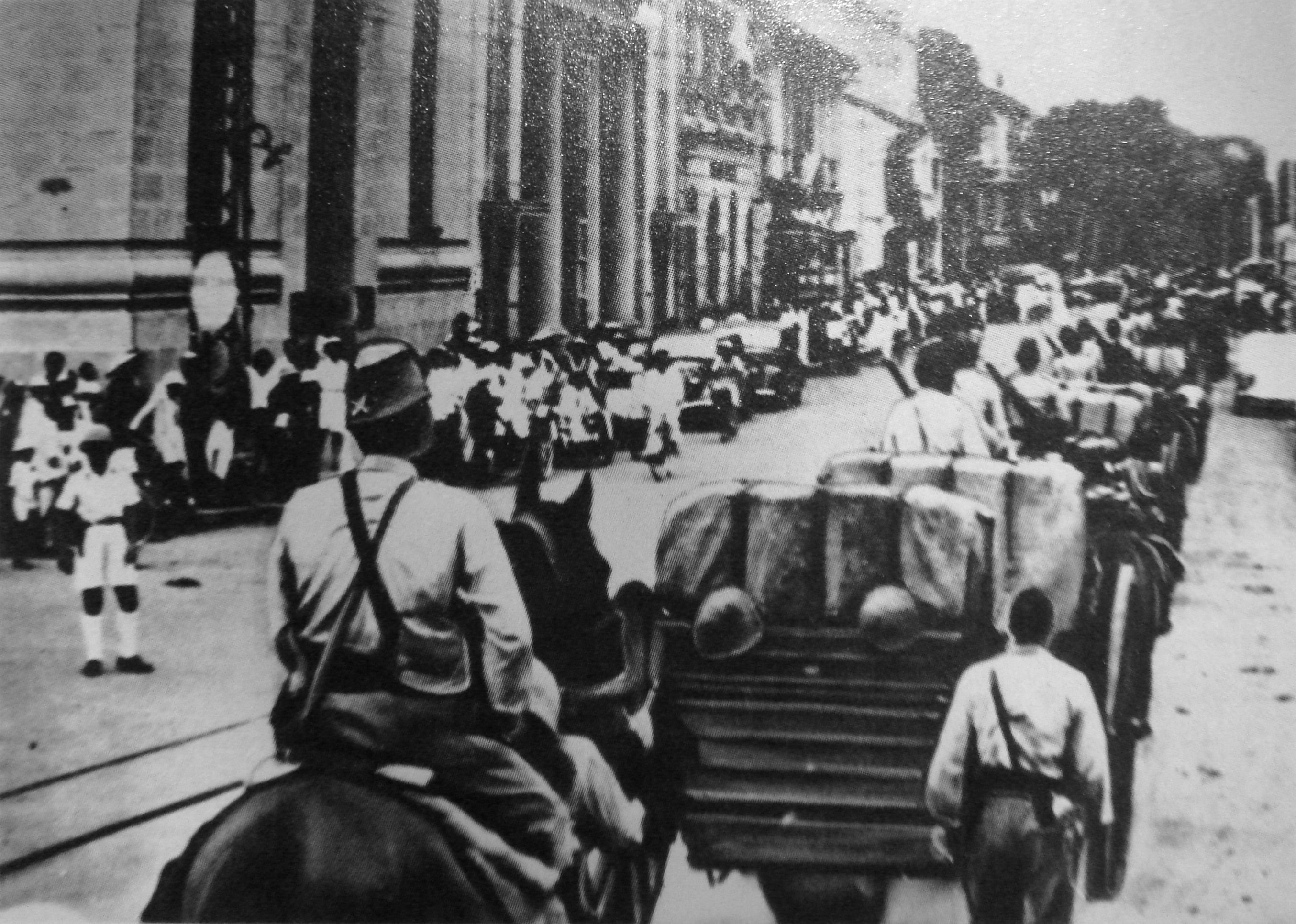
日军进入西贡

为了回应日本向法属印度支那当局施压，要求其停止与中国的贸易，美国于1940年7月开始限制与日本的贸易。1941年石油运输的结束具有决定性意义，因为美国、英国和荷兰提供了几乎供应了日本所有的石油。1940年9月，日本入侵法属印度支那，以阻止中国通过法属印度支那沿中越铁路从海防港经河内至云南昆明进口武器和燃料。美国认为日本现在已经走得太远，并决定强制收回其侵略成果。1940年和1941年，美国和中国决定组织一支由美国飞机和飞行员组成的志愿中队，从中国基地攻击日本，被称为“飞虎队”，由克莱尔·李·陈纳德指挥，它的第一次战斗发生在珍珠港袭击两周后。
泰国趁势于1940年10月发动泰法战争。1941年5月，日本作为调停者介入战争，并允许其作为盟友占领柬埔寨和老挝边境省份。1941年随着巴巴罗萨行动有效消除了苏联的威胁，支持“南方战略”的日军推动了对法属印度支那其余地区的占领。
美国于1941年8月18日与日本之间的所有贸易实施全面禁运，并要求日本从中国和印度支那撤出所有军队，试图彻底停止日本的战争行动。日本80%的石油依赖美国，这给日本带来了经济和军事危机，因为如果没有石油，日本就无法继续对中国的战争。

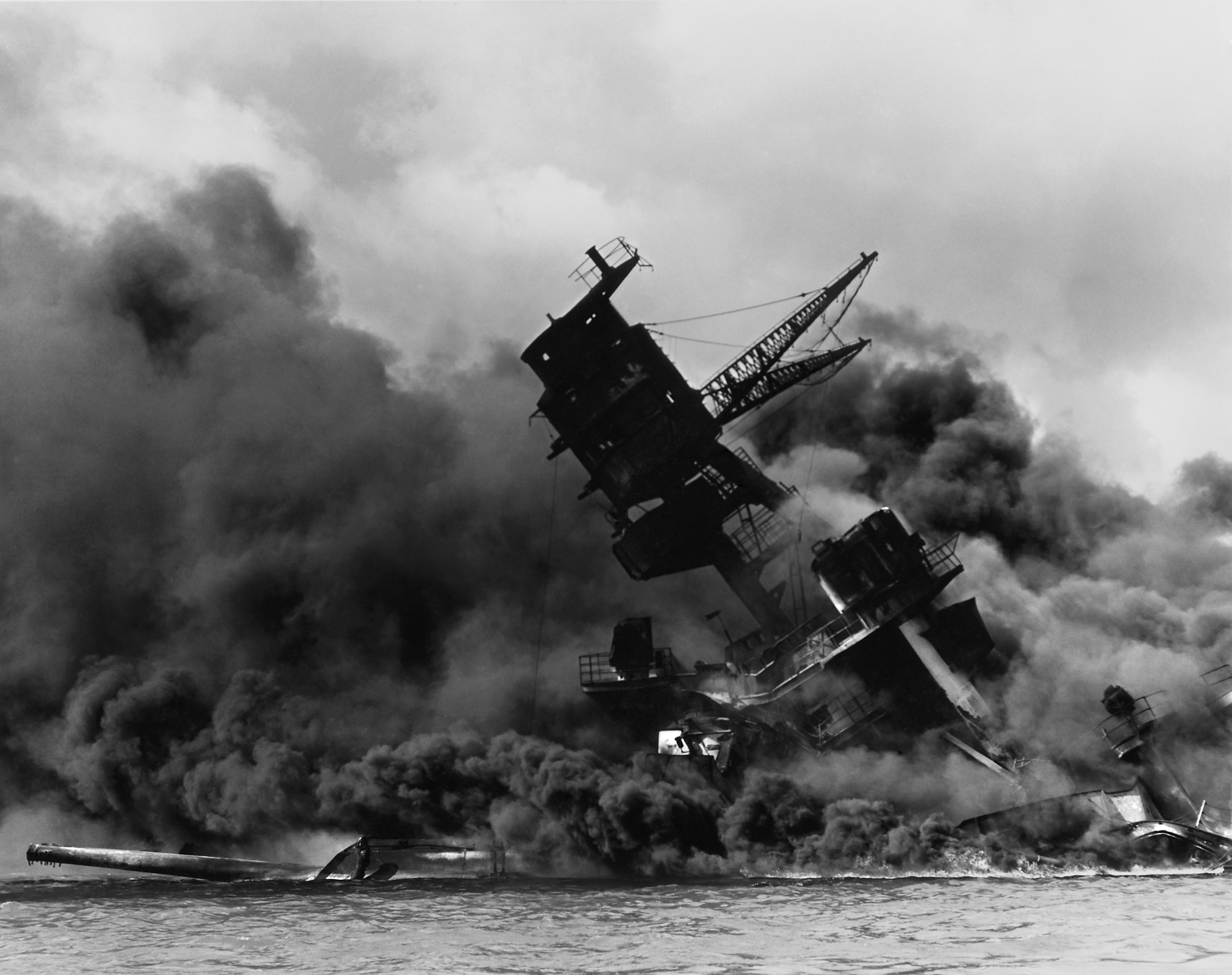
珍珠港袭击，1941年12月

1941年12月7日，日本帝国海军不宣而战袭击了珍珠港，目的是摧毁美国主力舰队。与此同时，日军也袭击了菲律宾、马来亚、新加坡和香港。第二天，日本对美国和英国正式宣战，刊登在所有日本报纸晚间版的头版上。由于时差，北美地区的公告时间为12月8日午夜至凌晨3点，英国的公告时间为12月8日上午8点。
加拿大于12月7日晚对日本宣战，第二天发布皇家公告确认了这一声明。英国于12月8日上午对日本宣战，并明确指出入侵马来亚、新加坡和香港是宣战原因，但没有提及珍珠港事件。美国于12月8日下午（比英国晚九小时）对日本宣战，但仅仅将“针对美利坚合众国政府和人民的无端战争行为”列为宣战原因。
1941年12月11日，纳粹德国和法西斯意大利向美国宣战。希特勒根据《三国公约》跟随日本宣战，尽管美国驱逐舰护航船队和德国潜艇在大西洋海战中实际上已处于战争状态。但正式宣战有效地结束了美国的孤立主义情绪，美国立即作出回应，正式加入欧洲战争。